# Kawasaki C-2
Kawasaki C-2 – japoński samolot transportowy, wybudowany przez Kawasaki Heavy Industries, mający zastąpić używany przez Japońskie Powietrzne Siły Samoobrony transportowiec Kawasaki C-1.

## Historia

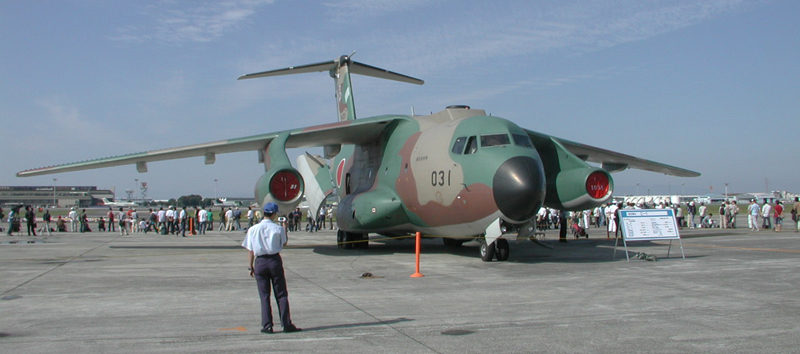
Kawasaki C-1

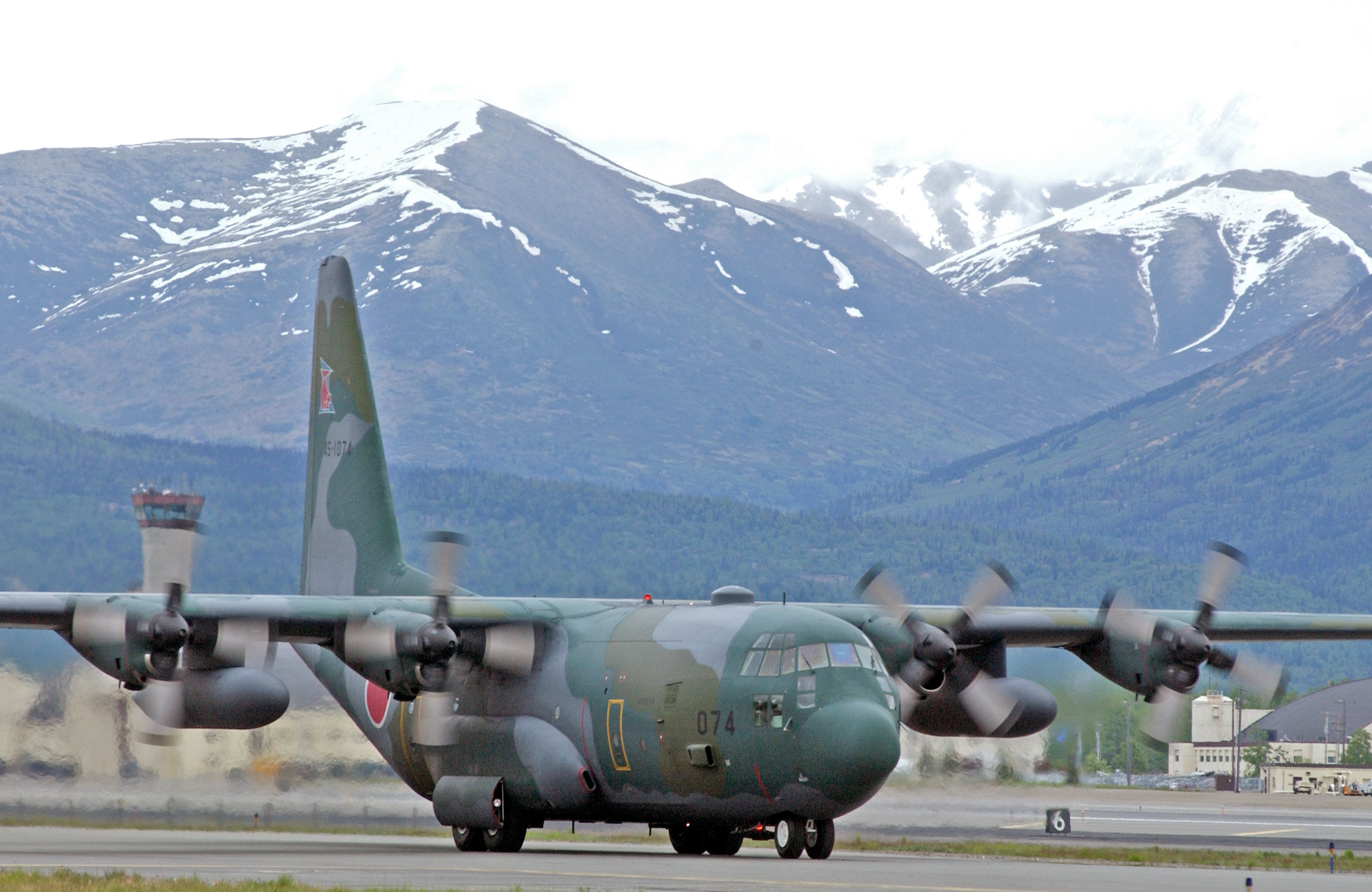
Japoński C-130H

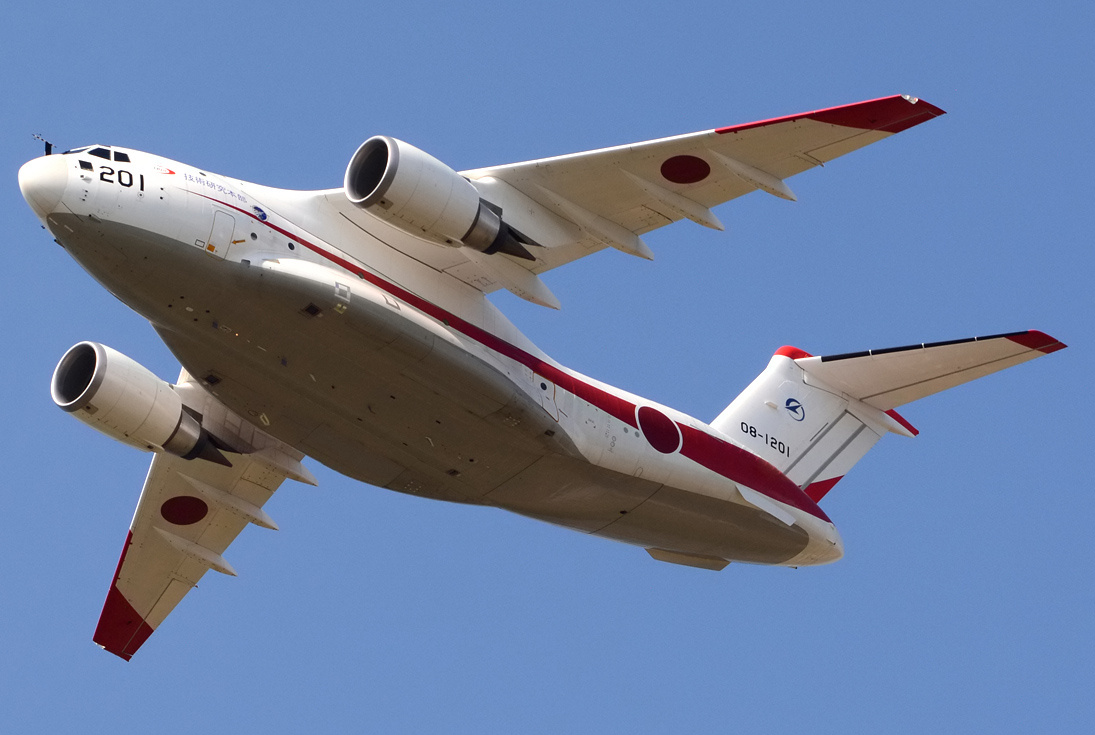
Kawasaki C-2, pierwszy prototyp

### Geneza
Używane przez Japonię samoloty Kawasaki C-1 oraz zakupione w latach 80. XX wieku w Stanach Zjednoczonych Lockheed C-130 Hercules z powodzeniem wystarczały do wypełniania zadań transportowych stawianych przed lotnictwem na terenie kraju. Wraz z coraz większym zaangażowaniem Japonii na arenie międzynarodowej, uczestnictwem jej Sił Samoobrony w misjach humanitarnych i akcjach o charakterze policyjnym (jak np. wsparcie działań antypirackich na somalijskich wodach) poza granicami kraju, pojawiła się potrzeba posiadania maszyny transportowej, zdolnej do lotów długodystansowych. 
Pierwsze przymiarki do wprowadzenia na uzbrojenie tego typu maszyn podjęto w latach 90. XX wieku. Podjęto rozmowy z producentami Airbusa A400M, Boeinga C-17 i najnowszej wersji Herculesa C-130J. Pod uwagę brany był również Airbus A310 MRT. Niestety żaden z samolotów nie spełniał oczekiwań. W 2000 roku japońska Agencja Obrony (a od 9 stycznia 2007 roku Ministerstwo Obrony – Bōei-shō) podjęła więc decyzję o zbudowaniu nowej maszyny w oparciu o rodzimy przemysł. Decyzja miała swoje podstawy, japoński przemysł lotniczy dysponował odpowiednim doświadczeniem. Z jednej strony budowano własne konstrukcje jak C-1 czy cywilny NAMC YS-11, z drugiej, powstawały tu duże samoloty licencyjne Kawasaki P-2J (licencyjna i zmodernizowana wersja Lockheed P-2 Neptune) czy Lockheed P-3 Orion. Równolegle do C-2 powstawał również cywilny Mitsubishi Regional Jet. Program zakładał budowę dwóch typów maszyn. Pierwszą z nich miała być nowa maszyna transportowa. Ten projekt otrzymał kryptonim C-X (Cargo - Experimental lub jiki yusōki), znany również jako Duży Taktyczny Samolot Transportowy (ōgata senjutsu yusōki). Drugi samolot miał powstać w ramach programu P-X (jiki kotei yoku shōkaiki - next fixed-wing anti-submarine patrol aircraft), którego celem było zaprojektowanie i wybudowanie nowego, morskiego samolotu patrolowego mającego zastąpić w linii maszyny P-3 Orion. Nadzór nad realizacją obydwu programów powierzono Instytutowi Badań i Rozwoju Techniki (Gijutsu Kenkyū Honbu, Technical Research and Development Institute – TRDI). Oczekiwano, że nowy samolot C-X będzie dysponował udźwigiem rzędu 25-26 ton a dzięki zdolności do lotu na dużej wysokości i równie dużej prędkości przelotowej, maszyna będzie podczas swoich misji mogła korzystać z cywilnych korytarzy powietrznych. Dysponując odpowiednio dużym zasięgiem, rzędu 6000 km, miała dokonywać przelotów bez potrzeby międzylądowania w celu uzupełniania paliwa. Charakterystyka długości drogi startu i lądowania miała umożliwić korzystanie z lotnisk o krótkich pasach startowych, niedostępnych z tego powodu dla samolotu C-1. Pierwsze prace projektowe zakładały wybudowanie samolotu transportowego napędzanego czterema silnikami dwuprzepływowymi (podobnie jak w samolocie projektu P-X czyli późniejszym Kawasaki P-1). Tego typu przedsięwzięcie, zakładające budowę dwóch różnych samolotów, tej wielkości, w ramach jednego programu był ewenementem na skale światową. Nikt wcześniej nie zrealizował takiego projektu. Głównym celem przyświecającym Agencji Obrony przy wyborze takiej drogi była minimalizacja kosztów całego projektu. Dzięki zastosowaniu wspólnych podzespołów, elementów konstrukcyjnych i wyposażenia, prace projektowe i badawcze a następnie koszty produkcji i oprzyrządowania produkcyjnego miały znacząco zmaleć. 25 maja 2001 roku Agencja Obrony ogłosiła rozpoczęcie procesu, który miał doprowadzić do wyłonienia głównego wykonawcy nowego samolotu. Zainteresowane projektem firmy mogły składać swoje oferty do 31 lipca tego samego roku. Chęć uczestnictwa wyraziły Ishikawajima-Harima Heavy Industries Co. (od 2007 roku znana jako IHI Corporation), Fuji Heavy Industries, Mitsubishi Heavy Industries, Showa Aircraft Industry, ShinMaywa Industries, NIPPI Corporation oraz Kawasaki Heavy Industries. 26 listopada 2001 r. Ministerstwo Obrony ogłosiło, że za prace projektowe i budowę odpowiedzialna będzie firma Kawasaki Heavy Industries. Poza samolotem transportowym, Kawasaki miała być również odpowiedzialna za budowę następcy samolotu Lockheed P-3 Orion (nowa konstrukcja otrzymała oznaczenie P-X). Realizując przez jednego wykonawcę dwóch, zazębiających się projektów równolegle, liczono na dalszą unifikację prac i obniżenie kosztów.

### Projekt

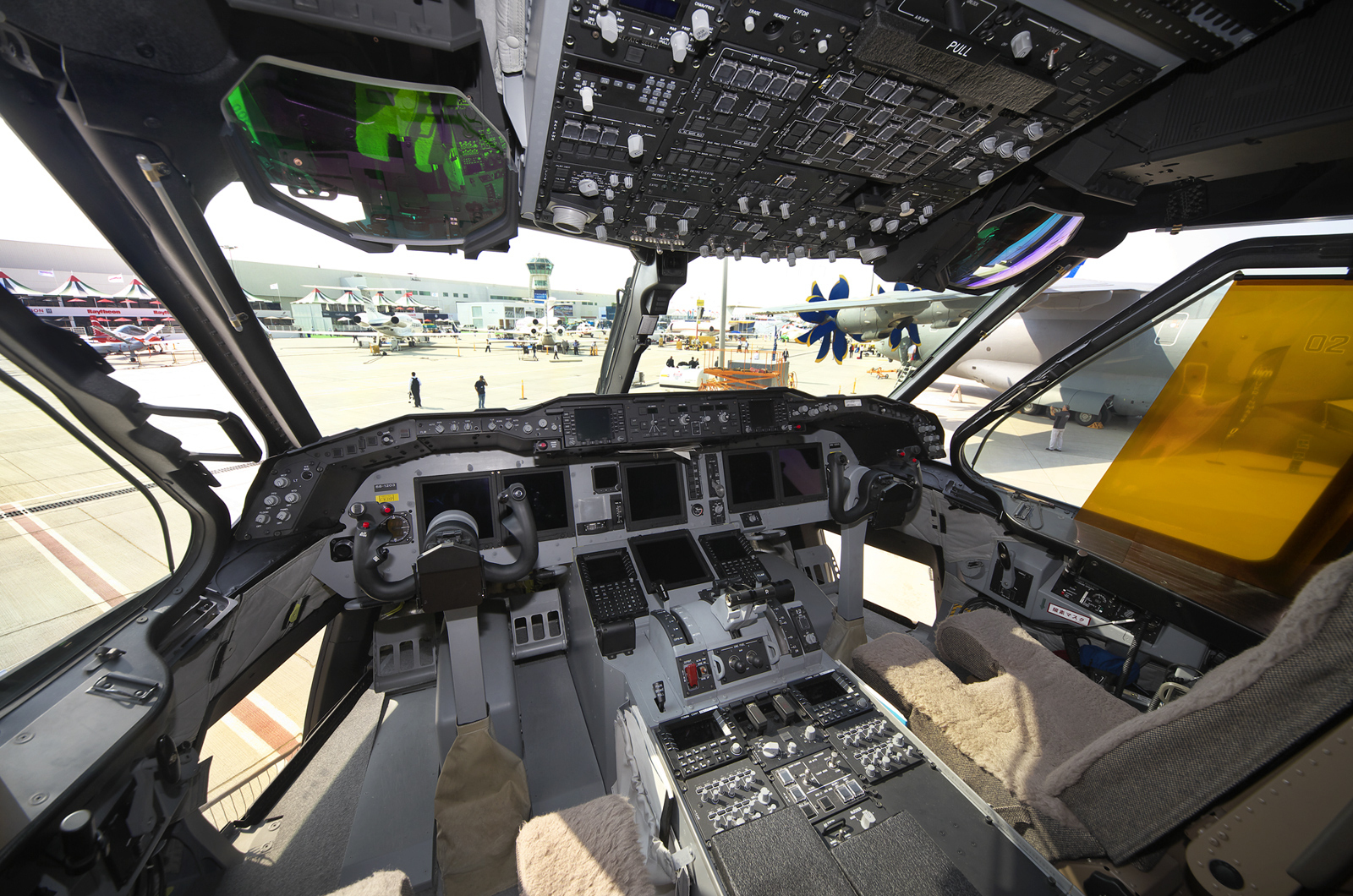
Wnętrze kabiny załogi samolotu

W 2002 roku japoński parlament przyznał pierwszą transzę pieniędzy na sfinansowanie programu, dzięki czemu mogły ruszyć prace projektowe. Kawasaki utworzyło tzw. Zespół Projektowy Wielkich Samolotów (Ōgataki Sekkei Chīmu lub MPA nad C-X Engineering Team), w którym początkowo znalazło się 650 inżynierów i techników (nie tylko z wytwórni Kawasaki), na czele którego stanął główny konstruktor Masayuki Kubo. O skali całego projektu może świadczyć fakt, iż przez cały okres istnienia zespołu przewinęło się przez niego około 1800 specjalistów, co stanowi około 1/3 wszystkich pracujących w Japonii w branży lotniczej inżynierów i techników. Wstępne projekty obydwu samolotów P-X i C-X zostały zaakceptowane do dalszej realizacji przez TRDI 12 czerwca 2003 roku. Obie maszyny miały wspólne zewnętrzne części skrzydeł, statecznik poziomy, okna kabiny pilotów oraz część systemów i układów pokładowych – komputer sterowania lotem, system nawigacji bezwładnościowej, pomocniczą jednostkę napędową, system wysuwania i chowania podwozia. Oprzyrządowanie do produkcji obu samolotów jest wspólne w 75%. W 2002 r. podjęto decyzję o rozdzieleniu obydwu programów. Nowy C-X miał być napędzany tylko dwoma silnikami, posiadać układ górnopłatu i większą ładowność. Ogłoszono przetarg na nowe silniki, do którego stanęły firmy General Electric z General Electric CF6 i Rolls-Royce oferujący jednostkę Rolls-Royce Trent 500. Pod uwagę brany był również silnik Pratt & Whitney PW4000. 8 sierpnia 2003 roku wybrano ofertę General Electric i ich silniki General Electric CF6-80C2. Na taki wybór z pewnością miała wpływ wcześniejsza decyzja o wyposażeniu zakupionych przez Siły Samoobrony samolotów E-767 i KC-767J w te same silniki. Aby zmniejszyć koszty budowy podjęto decyzję o zaangażowaniu innych podwykonawców japońskich oraz firm z zagranicy. 
Prace przy budowie pierwszego prototypu nr 01 rozpoczęto w 2003 roku w zakładach Kawasaki mieszczących się w Gifu. Egzemplarz 01 miał być przeznaczony do prób statycznych. 1 czerwca 2004 roku w Gifu ukończono budowę nowej hali produkcyjnej w zakładach Kawasaki, w której miał się odbywać montaż końcowy samolotu C-X. 2 grudnia 2004 roku TRDI wraz z przedstawicielami Agencji Obrony oraz Lotniczych Sił Samoobrony, dokonała inspekcji makiet naturalnej wielkości obydwu samolotów powstających w ramach programu C-X i P-X. Inspekcja wypadła pomyślnie; tym samym Kawasaki otrzymało zielone światło dla budowy latających już prototypów. W 2005 roku ruszyła budowa drugiego prototypu nr 02, przeznaczonego do prób zmęczeniowych. W grudniu 2005 roku płatowiec 01 trafił na stanowisko badawcze, na którym miały zostać przeprowadzone jego badania. 15 marca 2006 roku maszyna została oficjalnie przekazana japońskiej Agencji Obrony. 22 września tego samego roku, będąc już na stanowisku badawczym, płatowiec przeszedł ostatnią inspekcję, która otworzyła drogę do rozpoczęcia sześć dni później prób statycznych. W lipcu 2006 roku modele C-X oraz P-X zaprezentowano publicznie podczas Farnborough International Airshow, a rok później na Międzynarodowym Salonie Lotniczym w Paryżu.

### XC-2

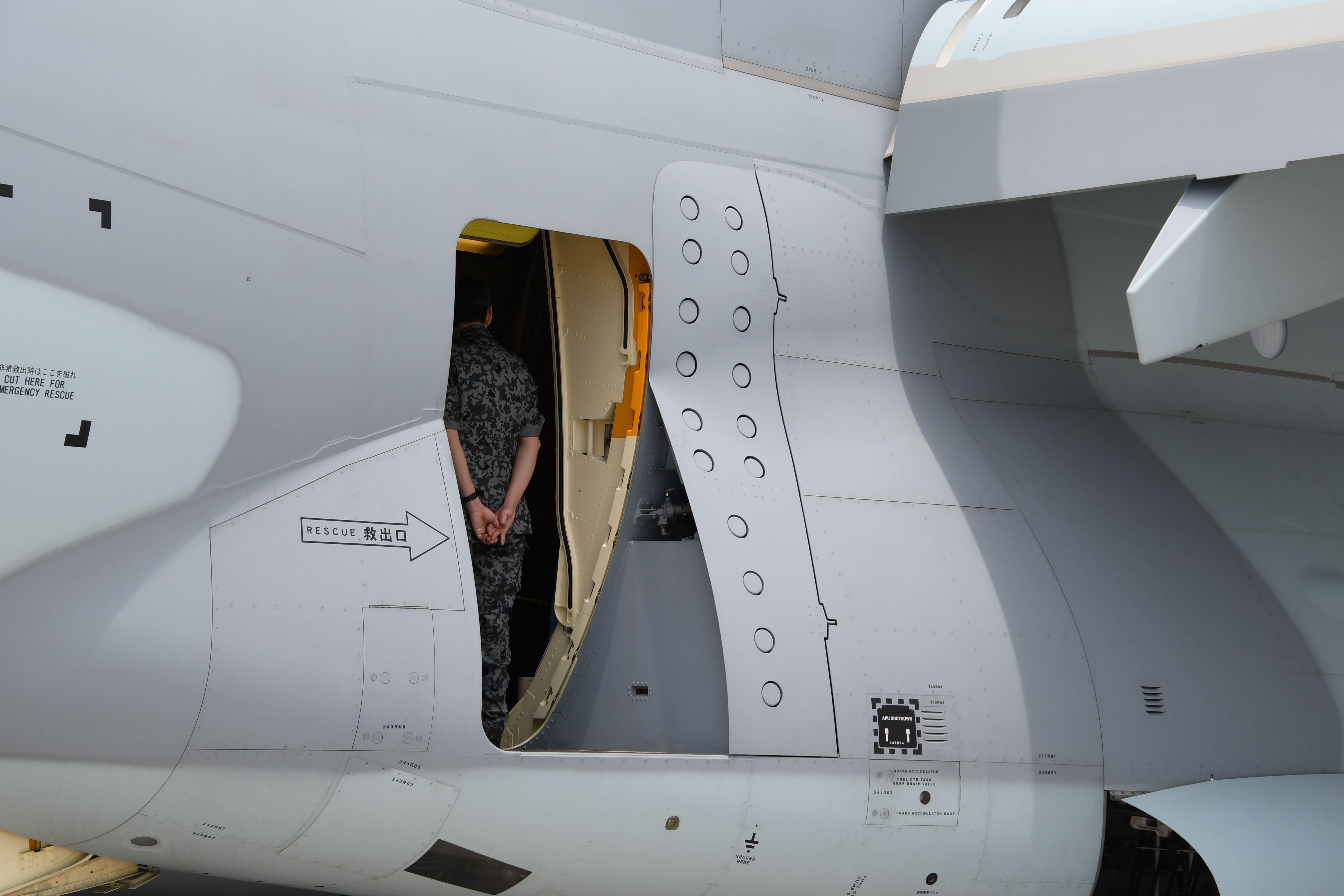
Prawe drzwi desantowe, widoczny złożony wiatrochron

Prace przy dwóch prototypach przeznaczonych do badań w locie rozpoczęto w 2004 roku, pierwszego i 2006 roku, drugiego. W tym samym czasie rozszerzono wymagania, jakie Agencja Obrony stawiała maszynie o możliwość pobierania paliwa w locie oraz przystosowanie kabiny pilotów do używania gogli noktowizyjnych. Wymuszone tym zmiany w konstrukcji samolotu były na tyle duże, że system do tankowania w powietrzu zainstalowano dopiero w drugim lotnym prototypie. Zaawansowanie prac przy pierwszej prototypowej maszynie było już na tyle duże, że nie można tego było uczynić z pierwszym latającym płatowcem. Według wstępnych planów, roll-out pierwszego prototypu miał się odbyć w marcu 2007 roku. Jednak jak 2 lutego 2007 roku poinformował producent, konieczność wymiany kilku tysięcy nitów użytych w konstrukcji samolotu, które okazały się być za mało wytrzymałe jak na oczekiwania projektu, przesunęła w czasie oczekiwania co do terminu oblotu. Problem nitów dotknął również patrolowy P-X. Prototyp, oznaczony teraz jako CX-2, został ukończony w 2007 roku i w dniu 4 lipca uroczyście zaprezentowany po raz pierwszy publicznie wraz z prototypem P-X, oznaczonym teraz jako XP-1 w zakładach Kawasaki w Gifu. W tym samym roku miał się również odbyć dziewiczy lot nowej maszyny. 31 lipca 2007 roku japońskie Ministerstwo Obrony wydało komunikat prasowy, w którym poinformowało opinię publiczną o dodatkowych, dalszych pracach nad samolotem, które opóźnią jego oblot. Praca mają posłużyć wzmocnieniu struktury i pokrycia płatowca. Okazało się, iż w trakcie prowadzonych prób statycznych nielotnego płatowca numer 01, w maju tego samego roku doszło do deformacji pokrycia usterzenie poziomego. W trakcie dalszych badań, tym razem w lipcu 2007 roku doszło do pęknięcia konstrukcji i pokrycia kadłuba w obszarze mocowania zespołów podwozia głównego. Wykryte w strukturze kadłuba pęknięcia, które były wynikiem błędów konstrukcyjnych, zmusiły producenta do przeprojektowania samolotu (między innymi opracowano nowy statecznik pionowy) i ponownym uruchomieniu programu testów naziemnych o czym poinformowano w marcu 2008 roku. Prace zostały ukończone w 2009 roku i prototyp poddano badaniom w tunelu aerodynamicznym. W grudniu 2009 rozpoczęto testy naziemne, a 26 stycznia 2010 roku maszyna po raz pierwszy wzniosła się w powietrze. Pierwszy lot samolotu o numerze ewidencyjnym 08-1201 (wcześniej maszyna otrzymała numer 88-1201 ale z powodu opóźnienie w oblocie musiano go zmienić. Pierwsza cyfra numeru ewidencyjnego oznaczała rok przyjęcia do służby. Cyfra 8 oznaczała 2008 rok a 0 - 2010) trwał 70 minut. W jego trakcie sprawdzono zachowanie się samolotu w powietrzu i podstawowe działanie awioniki i silników. Za sterami prototypu podczas jego oblotu siedzieli piloci doświadczalni wytwórni Satoshi Hasebe i Susuma Ishida. W trakcie lotu towarzyszyło im na pokładzie jeszcze dziewięciu inżynierów i techników lotniczych, monitorujących prawidłowe działanie systemów pokładowych samolotu. 4 lutego XC-2 ponownie wzniósł się w powietrze a 30 marca tego samego roku, samolot trafił w ręce Lotniczych Sił Samoobrony w celu przeprowadzenia wojskowych prób kwalifikujących samolot do służby. 

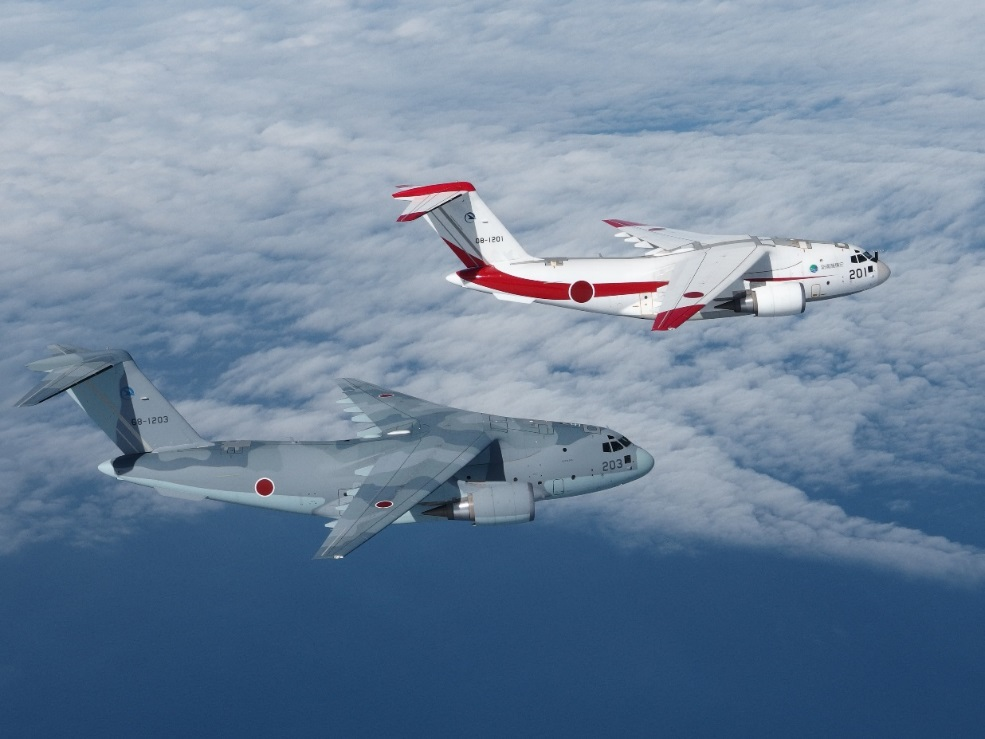
Pierwszy latający prototyp oraz pierwsza maszyna seryjna we wspólnym locie

Rok później, 27 stycznia 2011 roku, w powietrze wzniósł się po raz pierwszy drugi latający prototyp. Maszyna posiadała numer burtowy 202 i ewidencyjny 18-1202. 29 marca tego samego roku samolot dołączył do pierwszego latającego prototypu w celu kontynuacji prób wojskowych. Oba prototypy trafiły do podległego Japońskim Powietrznym Siłom Samoobrony Skrzydła Rozwoju i Badań Lotniczych (Air Development and Test Wing/Hikō Kaihatsu Jikkendan). Bezpośrednio Skrzydło podlega Dowództwu Badań i Rozwoju Lotnictwa (Air Development and Test Command/Kōkū Kaihatsu Jikken Shūdan). W próbach, wojskowy specjaliści wspierani byli przez cywilnych ekspertów przysłanych przez TRDI. TRDI nadzorowało próby samolotów w locie. Weryfikowane były podstawowe własności lotne samolotu, jego osiągi, parametry startu i lądowania. Próby naziemne obejmujące sprawdzenie zachowania się maszyn podczas rozbiegu, dobiegu i kołowania. Od 15 lutego do 8 marca 2012 roku sprawdzano możliwości zrzutu transportowanego ładunku podczas lotu. 25 kwietnia 2012 roku Ministerstwo Obrony w porozumieniu z wytwórnią Kawasaki i TRDI podjęło decyzję o przedłużeniu prób wojskowych o rok, do końca roku budżetowego 2014, czyli realnie do marca 2015 roku. W tym czasie, między innymi w grudniu 2014 roku weryfikowano zachowanie i sprawność silników w warunkach zimowych. 17 stycznia 2014 roku poinformowano o problemach, które uziemiły obydwa biorące udział w badaniach prototypy. 7 stycznia tego samego roku, podczas prób zmęczeniowych prototypu numer 02 doszło do uszkodzenia struktury tylnej części kadłuba w rejonie styku drzwi ładunkowych i rampy oraz wyrwania drzwi z utrzymujących ich zawiasów. Próby polegały na cyklicznej zmianie ciśnienia w hermetyzowanym wnętrzu kadłuba do wartości 1,5 razy większej niż normalna wartość eksploatacyjna. Obydwa samoloty pozostawały na ziemi do 19 lutego 2014 roku. W efekcie, 4 lipca tego samego roku, Ministerstwo Obrony poinformowało o kolejnym przedłużeniu okresu prób, tym razem o następne dwa lata do końca roku budżetowego 2016 roku, czyli marca 2017. W tym czasie między innymi wzmocniono wręgi tylnej części kadłuba i mocowanie drzwi ładunkowych oraz przeprowadzono kolejne testy wytrzymałościowe.
Transportowiec, oznaczony jako Kawasaki C-2, ma zastąpić wszystkie używane do tej pory maszyny C-1 i zwolnić część C-130H z wypełniania zadań transportowych. W przyszłości planowane jest opracowanie wersji specjalistycznych: walki radioelektronicznej, rozpoznawczych, patrolowo-ratunkowych. Aby obejść zakaz eksportu uzbrojenia obowiązujący w Japonii, Kawasaki planuje budowę również wersji cywilnej, pozbawionej wyposażenia wojskowego. Planowana jest budowa około 44 maszyn. C-2 ma stanowić średni komponent lotnictwa transportowego sił samoobrony. Nadal analizowana jest możliwość zakupu ciężkich samolotów transportowych klasy C-17 oraz lekkich maszyn o ładowności do 10 ton.
14 grudnia 2013 roku japoński rząd przyjął plan zakupów mający wzmocnić potencjał sił zbrojnych, wśród przyjętych propozycji wymieniony jest zakup dziesięciu sztuk samolotu C-2. Pierwsze dwa seryjne samoloty zostały zamówione w roku budżetowym 2011. Obecnie Ministerstwo Obrony planuje zakup 30 samolotów. Liczba ta pozwoli zastąpić wszystkie C-1 a część C-130H przeznaczyć do wypełniania innych zadań niż zadania transportowe. Wśród nich wymieniana jest konwersja Herculesów do wersji KC-130H, samolotów tankowania powietrznego, wspierających w zadaniach poszukiwawczo-ratowniczych śmigłowce UH-60J.

## Służba

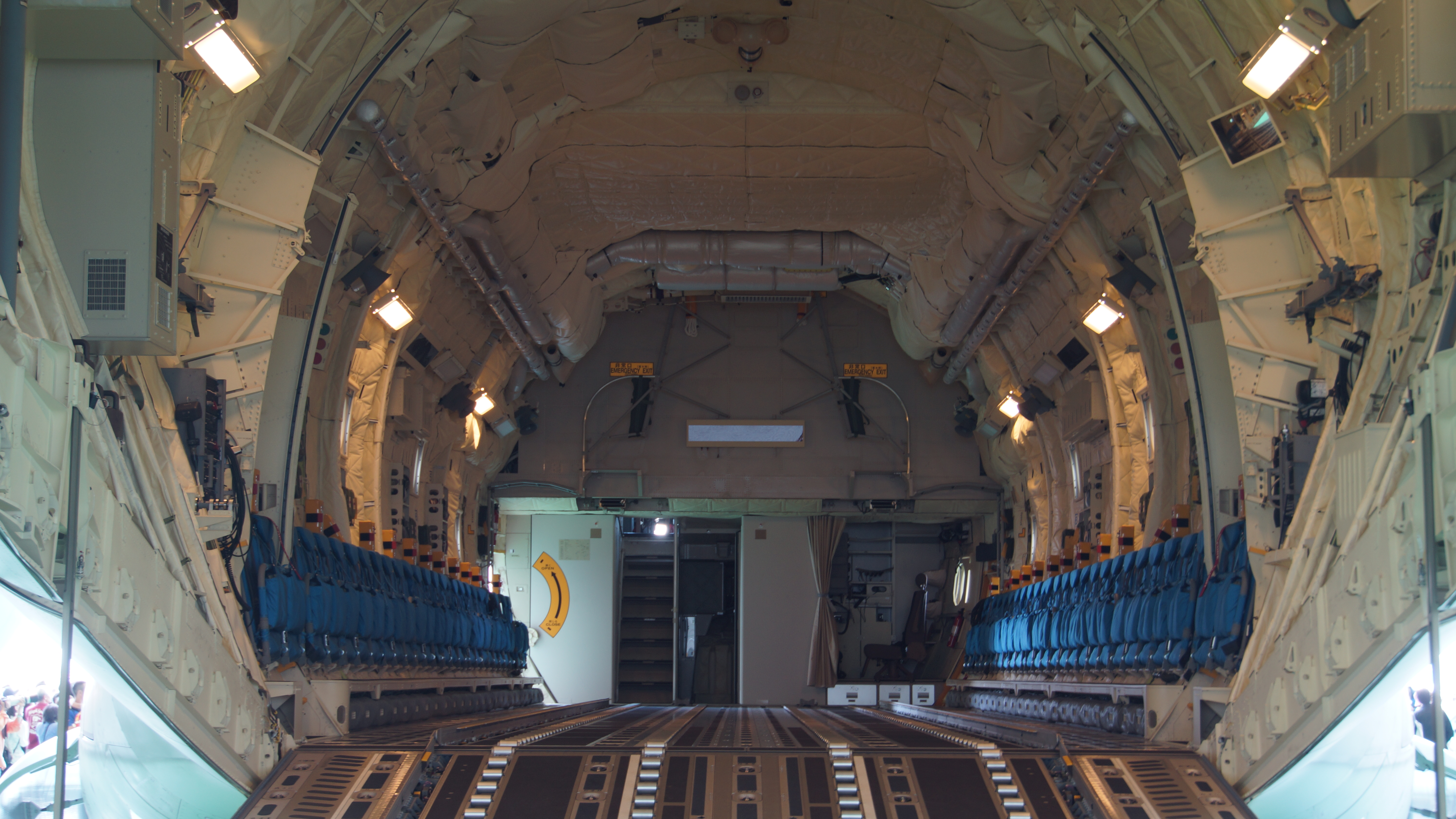
Wnętrze ładowni samolotu

Pierwszy seryjny C-2 o numerze 68-1203, został oblatany z dwuletnim opóźnieniem 17 maja 2016 roku. 30 czerwca tego samego roku został przekazany Powietrznym Siłom Samoobrony. Formalnie samolot wszedł do służby operacyjnej w japońskich Siłach Samoobrony 27 marca 2017 roku. Docelowo planowany był zakup 40 maszyn typu C-2, mających z jednej strony zastąpić w użyciu maszyny C-130H a z drugiej, uzupełnić flotę ośmiu maszyn Boeing C-17 Globemaster III, których potencjalny zakup jest w Japonii rozważany. Ostatecznie siły samoobrony dostaną 21 seryjnych C-2. 27 sierpnia 2017 roku, japońska prasa ujawniła, iż zakupem transportowców C-2 zainteresowane są Zjednoczone Emiraty Arabskie. Gdyby doszło do realizacji transakcji, byłby to pierwszy sukces eksportowy japońskiego przemysłu zbrojeniowego. 8 lutego 2018 roku w powietrze wzbił się po raz pierwszy nowy wariant samolotu oznaczony jako EC-2. Maszyna pełni funkcję zwiadu i rozpoznania elektromagnetycznego. Do wersji EC-2 przebudowany został drugi latający prototyp XC-2. W służbie zastąpi używany przez japońskie siły samoobrony samolot Kawasaki EC-1. Początkowe oznaczenie EC-2, którego używano do opisu samolotu, było informacją prasową. W momencie przyjęcia samolotu do służby, ujawniono jego rzeczywiste oznaczenie RC-2.

## Konstrukcja
C-2 jest średnim samolotem transportowym, wolnonośnym górnopłatem, napędzanym dwoma dwuprzepływowymi silnikami turbowentylatorowymi. Załoga trzyosobowa składająca się z dwóch pilotów i inżyniera odpowiedzialnego za ładunek. W razie potrzeby, do załogi może dołączyć nawigator. Mają oni do dyspozycji kabinę wyposażoną w sześć kolorowych, wielofunkcyjnych wyświetlaczy LCD. Kapitan i drugi pilot mogą korzystać z podwieszonych pod sufitem wyświetlaczy przeziernych. Kokpit przystosowany jest do pracy w goglach noktowizyjnych. Załoga ma do dyspozycji komputerowy system planowania i zarządzania lotem (Flight Management System), elektryczny układ sterowania (fly-by-wire). Radar pogodowy i nawigacyjny z anteną umieszczoną w dziobie samolotu. Kadłub o konstrukcji półskorupowej z tylną rampą ładunkową, bocznymi drzwiami desantowymi i hermetycznym wnętrzem. Ciśnieniowa kabina ładunkowa o wymiarach 16x4x4 m (długość x szerokość x wysokość) na całej długości dzięki umieszczeniu dźwigarów skrzydła ponad kadłubem. Tylna rampa załadunkowa, o długości 5,5 m, umożliwia samodzielny wjazd i wyjazd przewożonych pojazdów. Wzdłuż obu burt samolotu rozmieszczone są składane fotele, na których samolot może przewozić spadochroniarzy z pełnym wyposażeniem. Statecznik w kształcie litery T. Stateczniki poziome o regulowanym w locie kącie zaklinowania. Dwuczęściowy ster kierunku, w którym część spływowa pełni również funkcję klapki wyważającej. Pod kadłubem, po obu jego stronach na wysokości statecznika umieszczono płetwy aerodynamiczne. Trapezowe skrzydła o ujemnym wzniosie, dwudźwigarowej konstrukcji i skosie 20°, centropłat o prostokątnym obrysie. Skrzydła wyposażone są w sześciosegmntowe skrzela na krawędzi natarcia płata, dwusegmentowe wysuwane klapy szczelinowe na krawędzi spływu. Klapy wewnętrzne, umieszczone bliżej kadłuba są dwuszczelinowe a zewnętrzne, jednoszczelinowe. Na górnej powierzchni każdego z płatów znajdują się czterosegmentowe spoilery. Podwozie chowane trójpodporowe, przednie, dwukołowe, chowane do wnęki w kadłubie oraz główne, po trzy dwukołowe wózki po obu stronach kadłuba, chowane do dużych sponsonów umieszczonych po obu stronach kadłuba. Wielkość sponsonów, nieadekwatne do wielkości chowanego w nich podwozia głównego wynika z zagospodarowania ich wnętrza przez inne elementy i systemy samolotu. Między innymi w prawym sponosnie umieszczono pomocniczą jednostkę napędową.  Cyfrowe układy sterujące samolotem. 15% masy konstrukcyjnej C-2 stanowią części i podzespoły wspólne dla obu konstrukcji, patrolowego P-1 oraz transportowca. W przypadku linii montażowych obydwu samolotu współdzielą one aż 75% oprzyrządowania produkcyjnego. Obydwa samoloty mają wspólne końcowe sekcję skrzydeł, usterzenie poziome, okna kabiny załogi, elementy awioniki takie jak system nawigacji bezwładnościowej, komputer systemu sterowania lotem, wyświetlacze przezierne i monitory w kokpicie, światła antykolizyjne, układ sterowania podwoziem, jego wciągania i wypuszczania oraz pomocniczą jednostkę napędową. Samolot ma metalową konstrukcję z fragmentami poszycia wykonanymi z kompozytów z włókien węglowych. C-2 ma możliwość pobierania paliwa w locie poprzez sztywny przewód dzięki wlewowi umieszczonemu na grzbiecie maszyny, tuż za kabiną załogi (pierwszy prototyp jest go pozbawiony). Samolot wyposażony jest w czworo drzwi. Dwoje wejściowych po obu stronach kadłuba w przedniej jego części oraz drzwi desantowe, również po obu stronach kadłuba w jego środkowej części. Drzwi desantowe wyposażono w rozkładane wiatrochrony, ułatwiające opuszczenie samolotu przez skoczka. Samolot wyposażony jest w system samooobrony składający się z czujników wykrywających promieniowanie elektromagnetyczne, wyrzutnie przeciwradiolokacyjnych i termicznych nabojów zakłócających, system ostrzegający o zbliżających się pociskach rakietowych.